# PocketBook International
PocketBook — виробник електронних книг, на основі технології E Ink («електронний папір»). 

## Історія
Компанія заснована у 2007 році в Києві, з 2012 року головний офіс перенесено в місто Лугано (Швейцарія).[джерело?]
Перша демонстрація пристроїв компанії відбулася на Берлінській міжнародній радіовиставці в 2009-му.

## Розробка виробництво та продажі
Виробляють пристрої PocketBook на заводах Foxconn, Wisky і Yitoa.[джерело?]
Продукція компанії продається в більш ніж 40 країнах Європи, а також в Ізраїлі, Австралії, Новій Зеландії та інших країнах. Компанія має 130 сервісних партнерів, які здійснюють гарантійне та післягарантійне обслуговування пристроїв у всьому світі.

## Продукти
| Рік  | PocketBook                                                                            |
| ---- | ------------------------------------------------------------------------------------- |
| 2008 | 301                                                                                   |
| 2009 | 360/302 Cookie                                                                        |
| 2010 | Pro 602/603/902/903                                                                   |
| 2011 | 360 Plus; Pro 611 Basic/612/912                                                       |
| 2012 | 613 Basic New/360 Plus New/622 Touch                                                  |
| 2013 | 623 Touch 2/624 Basic Touch/614 Basic 2/515 Mini/Cad Reader/801 ColorLux/Cover Reader |
| 2014 | 626/630/650/840 Ink Pad/640 Aqua/Cad Reader Flex                                      |
| 2015 | 626 Plus                                                                              |
| 2016 | 615/625/631 Touch HD/840 Ink Pad                                                      |
| 2017 | 615 Basic Lux/641 Aqua 2/631 Plus                                                     |
| 2018 | 616/627 Touch Lux 4/740                                                               |
| 2019 | 631 Touch HD 2/632 Touch HD 3/632 Aqua/740 Pro/InkPad X                               |
| 2020 | 606/628/633 Color                                                                     |
| 2021 | 740 Color                                                                             |
| 2022 |                                                                                       |
| 2023 |                                                                                       |

### Відзнаки продуктів
| Пристрій                                                 | Премія/нагорода                      | Номінація                                                              | Країна/Рік       |
| -------------------------------------------------------- | ------------------------------------ | ---------------------------------------------------------------------- | ---------------- |
| PocketBook Pro 912, Basic 611, Touch                     | Pixmania                             | Топ-10 продаж Pixmania                                                 | Франція (2012)   |
| PocketBook Touch                                         | Computer Bild                        | Найкращий рідер у Європі                                               | Німеччина (2012) |
| PocketBook A10                                           | Red Dot Design Award                 | Найкращий продуктовий дизайн                                           | Німеччина (2012) |
| PocketBook Touch                                         | Tablet PC                            | Переможець тестування електронних рідерів з мультисенсорними дисплеями | Німеччина (2012) |
| PocketBook Touch, PocketBook Basic, PocketBook Basic New | PC Format                            | Переможець рейтингу електронних рідерів                                | Польща (2012)    |
| PocketBook A 10’’ 3G                                     | Consumer Electronics & Photo Expo    | Продукт року 2012 («Мобільні та цифрові пристрої»)                     | Росія (2012)     |
| PocketBook Pro 612                                       | PC Magazine/RE                       | Найкращі з найкращих 2011 ("Електронні книги")                         | Росія (2012)     |
| PocketBook Touch Lux                                     | allesebook.de                        | Найкращий E Ink рідер                                                  | Німеччина (2013) |
| PocketBook Touch Lux                                     | Tablet PC                            | Найкращий E Ink рідер                                                  | Німеччина (2013) |
| PocketBook Touch Lux 2                                   | Red Dot Design Award: Product Design | Найкращий продуктовий дизайн                                           | Німеччина (2014) |
| PocketBook Reader Flex                                   | Red Dot Design Award: Product Design | Найкращий продуктовий дизайн                                           | Німеччина (2016) |
| PocketBook Touch HD 3 PocketBook Touch Lux 4             | Red Dot Design Award: Product Design | Найкращий продуктовий дизайн                                           | Німеччина (2019) |

## Цікаві факти
- З 24 лютого 2022 року, після початку повномасштабного вторгнення Росії в Україну, компанія почала процес виходу з ринку РФ, а також мала труднощі з поставками продукції до країн ЄС. У зв'язку з цим у 2023 році в Україні у продажу з'явилися пристрої з маркуванням «Not for sale in France, Ukraine, the Russian Federation and CIS countries» («Не для продажу у Франції, Україні, РФ та країнах СНД»), які призначалися для реалізації в Європі. 1 червня 2023 року компанія надала офіційні роз'яснення[16] щодо ситуації, яка склалася:Наголошуємо, що такі пристрої є легальними та підлягають офіційному продажу на території України сертифікованими партнерами PocketBook, а також в он-лайн магазині виробника pocketbook.uа. На такі рідери розповсюджується офіційне гарантійне обслуговування. Вони мають відповідний функціонал, заявлений в Україні, включно з українським інтерфейсом, та будуть отримувати всі заплановані виробником оновлення програмного забезпечення.
Такий надпис можна зустріти на коробках таких моделей PocketBook: Touch Lux 5 (628), Touch HD 3 (632), InkPad Color (740 Color), InkPad 3 Pro (740 Pro).— PocketBook, Офіційні рідери PocketBook в Україні: що варто знати